# ヒクイナ
ヒクイナ（緋水鶏、緋秧鶏、学名：Zapornia fusca）は、ツル目 クイナ科 ヒメクイナ属に分類される鳥類。
古くは単に「水鶏」（くひな）と呼ばれ、その独特の鳴き声は古くから「水鶏たたく」と言いならわされてきた（下記参照）。くいなとして、三夏の季語。

## 分布
Z. f. erythrothorax　ヒクイナ
中華人民共和国東部、台湾、日本などで繁殖し、冬季になるとインドシナ半島、中華人民共和国南部、日本（本州中部以南）へ南下し越冬する。
Z. f. fusca
インドネシア、パキスタン北部からマレーシア、フィリピン。
Z. f. phaeopyga　リュウキュウヒクイナ
日本（琉球諸島）
Z. f. zeylonica
インド西部、スリランカ。

## 形態
全長19-23センチメートル。翼開張37センチメートル。体重0.1キログラム。上面の羽衣は褐色や暗緑褐色。喉の羽衣は白や汚白色。胸部や体側面の羽衣は赤褐色。腹部の羽衣は汚白色で、淡褐色の縞模様が入る。
虹彩は濃赤色。嘴の色彩は緑褐色で、下嘴先端が黄色。後肢は赤橙色や赤褐色。
卵の殻は黄褐色で、赤褐色や青灰色の斑点が入る。

## 分類
- Zapornia fusca erythrothorax　　ヒクイナ
- Zapornia fusca fusca　(Linnaeus, 1766)
- Zapornia fusca phaeopyga　Stejneger, 1887　リュウキュウヒクイナ　Ryukyu ruddy crake
- Zapornia fusca zeylonica

## 生態
湿原、河川、水田などに生息する。和名は鳴き声（「クヒ」と「な」く）に由来し、古くは本種とクイナが区別されていなかった。
食性は動物食傾向の強い雑食で、昆虫、軟体動物、カエル、種子などを食べる。
繁殖形態は卵生。水辺の茂みや低木の樹上にヨシなどを組み合わせた皿状の巣を作り、日本では5-8月に4-9個の卵を産む。雌雄交代で抱卵し、抱卵期間は20日。

## 人間との関係
- Z. f. erythrothorax　ヒクイナ
  - 準絶滅危惧（NT）（環境省レッドリスト）[10]

## 古典文学とヒクイナ
古くは単に「水鶏」（くひな）と呼ばれ、連続して戸を叩くようにも聞こえる独特の鳴き声は古くから「水鶏たたく」と言いならわされてきた。
夏の季語。古典文学にもたびたび登場している。